# Люлька Василь Олексійович
Василь Олексійович Люлька (нар. 20 січня 1951 с. Піщана, Київська область) — український художник, майстер декоративно-прикладного мистецтва.

## Життєпис
Народився у родині працівників колгоспу Олексія Никоновича Люльки та Марії Карпівни Люльки. Художником мріяв стати з наймолодшого віку. Згадує, що в дитинстві виконував усю сільську роботу разом із двома сестрами та братом. У 1966-му поступив у Білоцерківське професійно-технічне училище № 28 на тесляра. Під час навчання випускав студентську газету.
В 17-річному віці переїхав до Косова, Івано-Франківської області, де пішов навчатися до Косівського державного інституту прикладного та декоративного мистецтва. У 1971 році одружився. Дружина Надія закінчила той же навчальний заклад за спеціальністю «Художня обробка шкіри». 
Трудову діяльність Василь Люлька розпочав художником оформлювачем на фабриці «Гуцульщина». Пізніше працював у Верховинському сувенірному цеху. Цей життєвий період характерний був для нього не лише банальним заробітчанством, саме тоді до звичайної аплікації із соломки автор почав додавати шматки березової кори . Березовою корою художник захопився ще в училищі, навіть хотів дипломну роботу захищати на цю тему, але не дозволили: викладач сказав, що стиль не гуцульський, а російський. Тож лише на початку 1990-х він знову повернувся до улюбленого заняття. Одна з ранніх картин, якою Василь Люлька дуже дорожить, – портрет Шевченка. Він виготовив дві однакові картини – одну подарував музеєві Кобзаря у Каневі, а друга висить у нього вдома .
Тоді сформував унікальний стиль — почав виготовляти картини з природних матеріалів. 
У 1980-ті займався інтер'єрами — облаштовував торгівельні зали, аптеки та ресторани. Під час кризи 1990-х виготовляв невеликі картини, які продавав на ринках. 
Василь Люлька мав персональні виставки в Івано-Франківську, Косові, на Міжнародному гуцульському фестивалі . Живе і працює в Косові.

## Стиль
Василь Люлька винайшов власний стиль — виготовляє картини з природних матеріалів: березової кори, листя лопуха, винограду, кукурудзи, пелюсток троянд. У 2015 році було запатентовано авторську технологію живопису природними матеріалами.
Основним матеріалом називає кукурудзу:
«Я працював над однією картиною в Ірпіні, й мені забракло матеріалу. Пішов в парк збирати минулорічне листя. Потім ми поїхали на Чернігівщину до батьків замовника тієї картини. Я пішов до лісу, шукав щось таке, що б мені пригодилося, і раптом звернув увагу на купу минулорічної кукурудзи. Я подивився на ті качани, а там такі кольори! Цим я й докінчив картину, і зараз кукурудза – це мій основний матеріал. Ми це листя спеціально готуємо: вимочуємо – щоб прогнило, прасуємо. Це ціла технологія, й основні наші інструменти – паяльник і праска» .  
У творах часто зачіпляє теми релігії, гуцульського та козацького минулого.

## Родина
Батько художника був комірником та бджолярем, а матір усе життя працювала у полі. 
Василь Люлька має брата Володимира та двох сестер, Віру й Галину. Володимир також обрав шлях декоративно-прикладного мистецтва – очолював художні майстерні в Білій Церкві, виробляв ікони, відновлював церкви та ресторани. Зараз займається реставрацією дерев’яних виробів. 
Головний творчий тандем життя Василь Люлька створив із дружиною Надією. Вона посприяла становленню унікального стилю художника та працювала з ним над усіма творами – як, художніми, так і інтер’єрними. Велика кількість ідей належала саме їй, наприклад, шліфувати картини наждачним папером. Народили та виростили двох синів – Віктора та Олександра. Мають онука, трьох онучок та правнучку .